# Jean David
Jean David (în ebraică :ז'אן דוד) (n. 16 decembrie 1908, București, România – d. 26 martie 1993, Tel Aviv, Israel) a fost pictor, designer și grafician  român-israelian, activ în Bucureștiul interbelic în mișcarea de avangardă, iar, după 1944, în Israel.

## Biografie

### Copilăria, studiile și cariera artistică înanii interbelici
Jean David s-a născut in 1908 la București intr-o familie evreiască bine situată. A pictat de la vârsta de 15 ani. A plecat ulterior la Paris pentru a studia arhitectura, dar, în cele din urmă între 1927 și 1937 a studiat acolo pictura și grafica, printre altele. la Academia Scandinavă din Montparnasse și la Academie Libre unde l-a avut ca profesor pe André Lhote. În țară s-a alăturat grupului din jurul revistei unu (editată de Sașa Pană), revista la care a și contribuit. În 1935 a întreprins o călătorie în Palestina, Egipt și Corfu. S-a considerat influențat de Modigliani (mai ales în seria de portrete din anii 1930 în România), de cubism și de suprarealism.
Un portret inspirat din arta lui Modigliani este expus la Galeria de Artă Românească Modernă din Muzeul Național de Artă al României

### Aniirăzboiuluiși postbelici

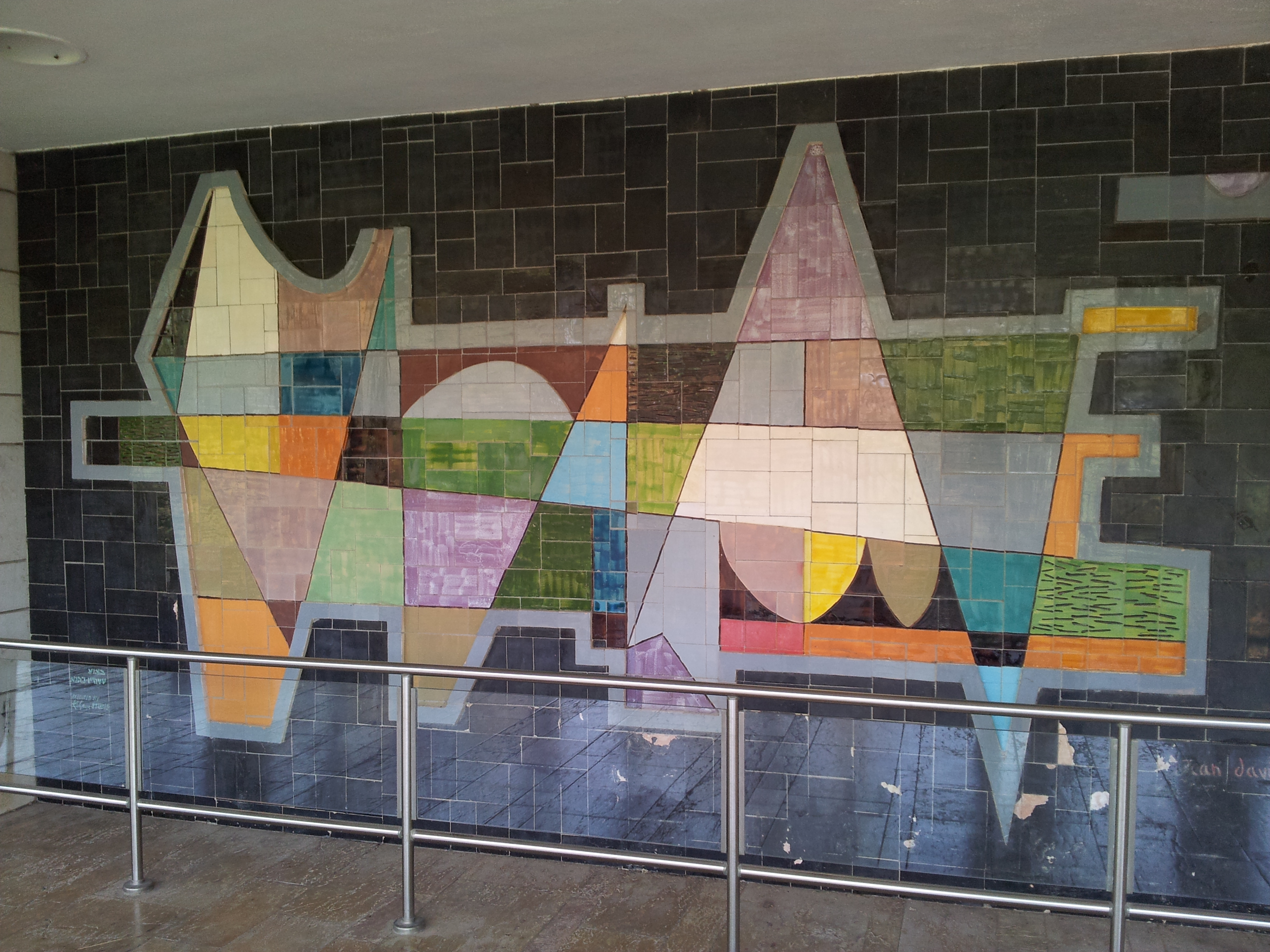
Pictură murală în campusul Universităţii Ebraice din Ierusalim

În 1942 Jean David a emigrat din România aflată sub regim antonescian,  fugind cu o barcă pe mare, împreună cu alți 12 evrei (inclusiv artistul Theodor Brauner, fratele lui Victor Brauner). După o perioadă de doi ani de deținere de către autoritățile britanice într-un lagăr din Cipru, a ajuns în 1944 să se stabilească în Palestina, aflată atunci în ultimii ani ai regimului de mandat britanic și s-a înrolat în flota militară britanică. După proclamarea Statului Israel în 1948 a servit în flota militară israeliană.
A locuit la inceput la Ierusalim și s-a împrietenit cu scriitorul Dan Ben Amotz. A ilustrat cartea „Yalkut Hakhzavim” (Ranița cu minciuni) a acestuia și a poetului Haim Hefer, precum si o altă carte a lui Ben Amotz, „Eikh laasot ma” (Cum să faci ce).
Jean David a devenit unul dintre cei mai activi artiști plastici ai noului stat Israel, înființând alături de Marcel Iancu satul artiștilor Ein Hod. S-a implicat puternic în diverse domenii ale artei plastice, inclusiv design, afiș, amenajări interioare,crearea de mărci poștale etc. A realizat numeroase lucrări pentru compania aeriană El Al (inclusiv amenajarea interioară a unor avioane sau designul cărților de joc ale companiei) și pe navele companiei maritime ZIM, a participat la decorația interioară a hotelurilor Akadia și Sheraton din Tel Aviv, a Institutului Weizmann, a Universității Ebraice din Ierusalim, a auditoriului Winston Churchill al Institutului Politehnic din Haifa, a spitalului Rothschild din Haifa, a hotelului Boulevard din Singapore, a realizat decoruri la Teatrul Kameri din Tel Aviv, etc.   
Și-a expus lucrările în Israel, la Londra și la New York.
Jean David a murit la Tel Aviv în 1993 și a fost înmormântat la cimitirul Nahalat Itzhak.

### Viața privată
Jean David a fost căsătorit cu Suzi, originară din Bulgaria, pe care a cunoscut-o când era stewardesă la compania El Al și care a scris cartea de bucate „Hamitbah hasfaradí” (Bucătăria sefardă). Din 1955 a locuit și a lucrat pe strada Hayarkon din Tel Aviv, lângă mare.

## Premii și onoruri
- 1936-1939 A fost membru al Uniunii artiștilor plastici din România [2]
- 1953 - Premiul I la o expoziție la Tanger
- 1954 - A cel dintâi artist israelian ales ca membru al AGI, Asociatia Internațională a Graficienilor.
- 1954 - Medalie de aur și medalie de argint la Trienala de arta aplicată, Milano, Italia
- 1960 - Premiul Dizengoff pentru pictură și sculptură, Muzeul de arta din Tel Aviv
- 1960 - Două medalii de argint la o expozitie de afișe la Tokyo.

## Participări la expoziții de grup la București
- 1929 Salonul Oficial de Toamnă, Desen, gravură, afiș
- 1930 Salonul Oficial de Toamnă, Desen, gravură, afiș
- 1930 Salonul Oficial, Pictură și sculptură
- 1931 Salonul Oficial de Toamnă, Desen, gravură, afiș
- 1932 Foaierul Teatrului "Maria Ventura" - expoziție de grup alături Titina Capitanescu, Ștefan Constantinescu și Hrant Avakian
- 1964  Expoziție la documenta III Kassel.

## Expoziții personale la București
- 1933 Librăria "Hasefer"
- 1934 Sala "Mozart" - expoziție personală
- 1935 Sala "Mozart" - expoziție personală
- 1937 Expoziție personală (doar portrete)
- 1938 Expoziție personală

## Alte proiecte artistice
- 1929-1932 - câteva din desenele sale au apărut în revista unu
- 1932 - a ilustrat cartea Viața romanțată a lui Dumnezeu de Sașa Pană (editura unu)
- 1937 - a executat împreună cu Ștefan Constantinescu o frescă pentru pavilionul României la Expoziția Mondială de la Paris
- 1939 - a pictat o pictură murală pentru pavilionul românesc de la Expoziția Universală de la New York

## In memoriam
- 2002 - Expoziții cu operele sale la Muzeul deschis de la Tefen, și la Beit Reuven la Tel Aviv.